# Конталь, Жанна
Жанна Конталь (фр. Jeanne Contal; 7 января 1866, Нанси — 28 апреля 1941, Париж) — французская художница, портретная миниатюристка.

## Биография

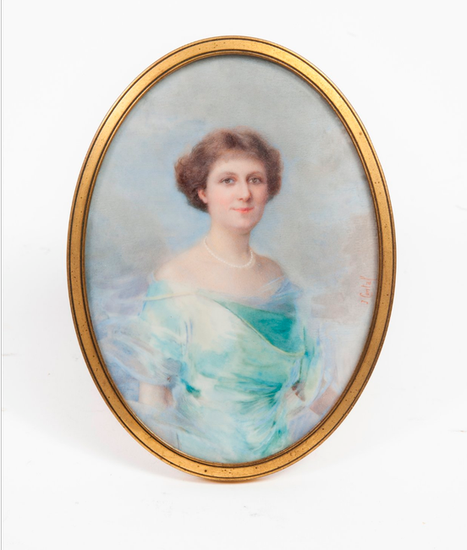
Портрет неизвестной дамы

Родилась в 1866 году в Нанси. Обучалась живописи в Париже. Работала там же. Писала преимущественно миниатюрные портреты на слоновой кости, а также акварели. Регулярно выставляла свои работы на ежегодных экспозициях Салона французских художников (в 1883—95 годах) и салонах Национального общества изящных искусств (в 1897—1914 годах).
На Всемирной выставке в Париже 1889 года работы Конталь удостоились бронзовой медали. На Всемирной выставке в Чикаго (1893) демонстрировались семь её работ (кроме неё были представлены работы около тридцати французских женщин-художниц, включая Розу Бонёр и жившую в Париже русскую художницу Марию Башкирцеву).
В 1893 году Жанна Конталь вышла за муж за физика Мишеля Крушколя (Krouchkoll).
В 1896 году на Французской художественной выставке в Санкт-Петербурге император Александр III приобрёл для своей коллекции акварель Жанны Конталь «Весенние цветы» за 630 рублей (для сравнения, жалование армейского капитана десятилетием позже составляло 900 рублей в год).
На Всемирной выставке в Париже 1900 года Конталь была второй раз удостоена бронзовой медали.
Жанна Конталь скончалась в 1941 году в Париже и была похоронена на кладбище Пер-Лашез.
Сегодня отдельные её работы хранятся в коллекции Лувра, а также парижского Люксембургского дворца.